# أليكسي زويف
أليكسي زويف (الروسية: Зуев, Алексей Александрович) هو لاعب كرة قدم روسي في مركز حراسة المرمى، ولد في 3 فبرايرعام 1981 ،في موسكو في روسيا. لعب مع سبارتاك موسكو ونادي خيمكي.

## وصلات خارجية
- أليكسي زويف على موقع الاتحاد الأوربي (الإنجليزية)
- أليكسي زويف على موقع قاعدة بيانات كرة القدم.إي يو (الإنجليزية)